# Abitibi—Témiscamingue (circonscription fédérale)
Pour les articles homonymes, voir Abitibi-Témiscamingue (homonymie).
Circonscription électorale fédérale du Canada
Abitibi—Témiscamingue (auparavant Témiscamingue) est une circonscription électorale fédérale canadienne située dans l'Abitibi-Témiscamingue et le Nord-du-Québec, au Québec.
Elle est créée lors de l'avant-dernière refonte de la carte électorale fédérale, en 2003. La circonscription couvre les municipalités régionales de comté (MRC) du Témiscamingue, de l'Abitibi, Abitibi-Ouest, ainsi que la ville-MRC de Rouyn-Noranda. Lors des élections fédérales de 2019, Sébastien Lemire est élu député de la circonscription sous la bannière du Bloc québécois (BQ), succédant à Christine Moore (Nouveau Parti démocratique).

## Géographie
La circonscription comprend la ville de Rouyn-Noranda, la municipalité régionale de comté de Témiscamingue, incluant les réserves indiennes Timiskaming 19 et Eagle Village First Nation-Kipawa, les établissements amérindiens Hunter's Point et Winneway, la municipalité régionale de comté Abitibi-Ouest et la municipalité régionale de comté d'Abitibi, incluant la réserve indienne Pikogan.
Les circonscriptions limitrophes sont Abitibi—Baie-James—Nunavik—Eeyou et Pontiac—Kitigan Zibi au Québec, et Kapuskasing—Timmins—Mushkegowuk, Algonquin—Renfrew—Pembroke et Nipissing—Timiskaming en Ontario.

## Démographie
Lors du recensement du Canada de 2016, elle compte 103 491 habitants, dont 82 695 électeurs, sur une superficie de 33 444 km2. Lors du redécoupage électoral de 2022-2023, la population est estimée à 103 735 habitants.

## Historique
La circonscription d'Abitibi—Témiscamingue est créée en 2003 avec une partie de la circonscription de Témiscamingue (incluant les MRC de Témiscamingue et d'Abitibi-Ouest et la ville-MRC de Rouyn-Noranda), ainsi qu'une partie de la Jamésie comprise dans la circonscription d'Abitibi—Baie-James—Nunavik.
Marc Lemay (BQ) représente la circonscription de 2004, date de l'entrée en usage de la circonscription, à 2011. Christine Moore, du Nouveau Parti démocratique, est élue le 2 mai 2011, défaisant le sortant Lemay.
Lors du redécoupage électorale de 2013, le territoire de la circonscription change très peu, perdant la petite portion de la municipalité d'Eeyou Istchee Baie-James.
Aucun changement aux limites de la circonscription n'est effectué lors du redécoupage électorale de 2022-2023.

## Députés

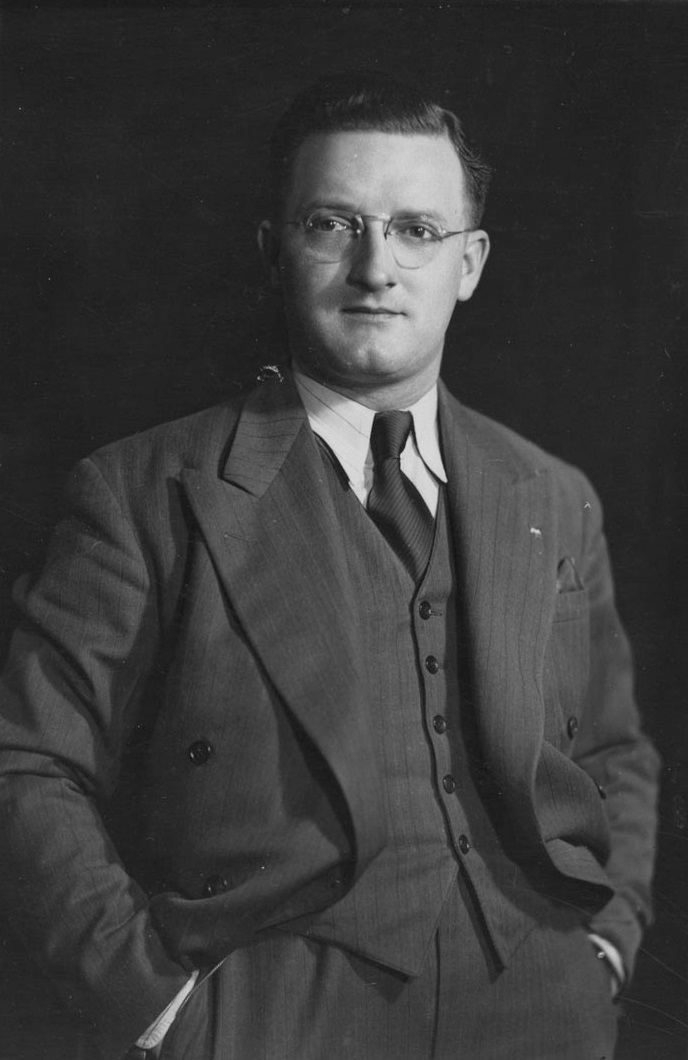
Réal Caouette est député de la circonscription de 1968 à 1976.

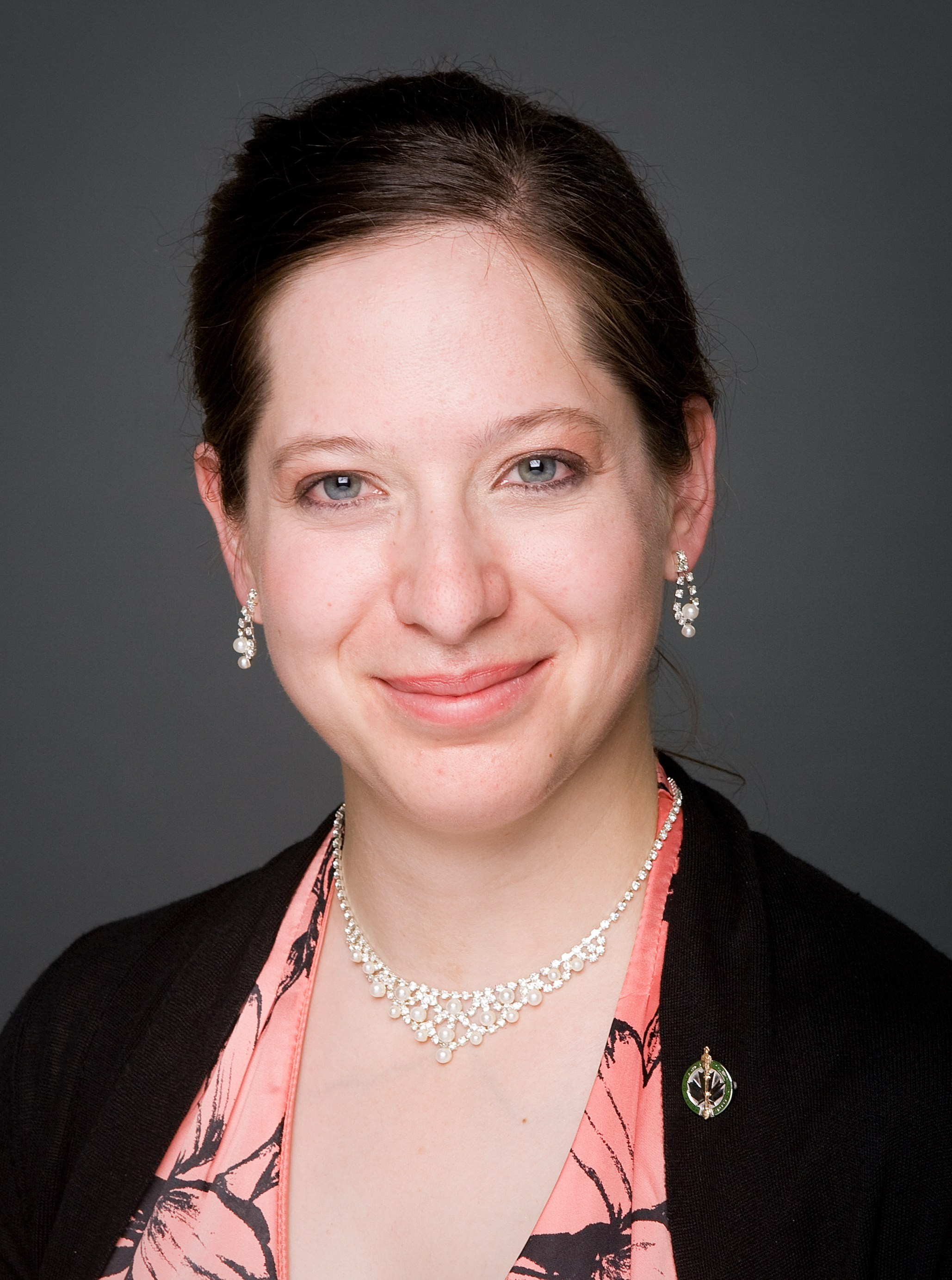
Christine Moore est députée d'Abitibi-Témiscamingue de 2011 à 2019.

| Parlement                                                  | Années        | Membre             | Parti         | Parti                      |
| ---------------------------------------------------------- | ------------- | ------------------ | ------------- | -------------------------- |
| Témiscamingue issue de Pontiac—Témiscamingue et Villeneuve |               |                    |               |                            |
| 28e                                                        | 1968–1971     | Réal Caouette      |               | Ralliement créditiste      |
| 28e                                                        | 1971-1972     | Réal Caouette      | Crédit social |                            |
| 29e                                                        | 1972–1974     | Réal Caouette      | Crédit social |                            |
| 30e                                                        | 1974–1976     | Réal Caouette      | Crédit social |                            |
| 30e                                                        | 1977-1979     | Gilles Caouette    | Crédit social |                            |
| 31e                                                        | 1979–1980     | Henri Tousignant   |               | Libéral                    |
| 32e                                                        | 1980–1984     | Henri Tousignant   |               | Libéral                    |
| 33e                                                        | 1984–1988     | Gabriel Desjardins |               | Progressiste-conservateur  |
| 34e                                                        | 1988–1993     | Gabriel Desjardins |               | Progressiste-conservateur  |
| 35e                                                        | 1993–1997     | Pierre Brien       |               | Bloc québécois             |
| 36e                                                        | 1997–2000     | Pierre Brien       |               | Bloc québécois             |
| 37e                                                        | 2000–2003     | Pierre Brien       |               | Bloc québécois             |
| 37e                                                        | 2003–2004     | Gilbert Barrette   |               | Libéral                    |
| Abitibi—Témiscamingue                                      |               |                    |               |                            |
| 38e                                                        | 2004–2006     | Marc Lemay         |               | Bloc québécois             |
| 39e                                                        | 2006–2008     | Marc Lemay         |               | Bloc québécois             |
| 40e                                                        | 2008–2011     | Marc Lemay         |               | Bloc québécois             |
| 41e                                                        | 2011–2015     | Christine Moore    |               | Nouveau Parti démocratique |
| 42e                                                        | 2015–2019     | Christine Moore    |               | Nouveau Parti démocratique |
| 43e                                                        | 2019-2021     | Sébastien Lemire   |               | Bloc québécois             |
| 44e                                                        | 2021–2025     | Sébastien Lemire   |               | Bloc québécois             |
| 45e                                                        | 2025–en cours | Sébastien Lemire   |               | Bloc québécois             |

## Résultats électoraux

### Tendances
| |
| - Parti libéral - Créditiste (ancien) - Progressiste-conservateur (ancien) - NPD - Bloc québécois - Alliance canadienne (ancien) - Parti conservateur - Parti vert - Parti populaire |